# Myrmecia dimidiata
Myrmecia dimidiata is een mierensoort uit de onderfamilie van de Myrmeciinae. De wetenschappelijke naam van de soort is voor het eerst geldig gepubliceerd in 1951 door Clark.